# USS Baltimore (1890)
USS Baltimore (C-3, CM-1), was een pantserdekschip van de Amerikaanse Marine.

## Bouw
Het schip werd ontworpen door het Britse W. Armstrong, Mitchell & Company uit Newcastle en onder licentie gebouwd door de Amerikaanse scheepswerf William Cramp & Sons uit Philadelphia. Op 6 oktober 1888 werd het te water gelaten en werd gedoopt door Mrs. Wilson, echtgenote van de scheepswerfleider Theodore D. Wilson. Op 7 januari 1890 werd het schip in dienst genomen met kapitein W. S. Schley als bevelhebber. De Baltimore had naast de stoomketels ook zeil als reserve. Naarmate de machines betrouwbaarder en krachtiger werden verdwenen de brede ra's. Er was wel brandgevaar voor de onderste zeilen door de rokende en gloeiende gensters uit de schoorstenen.

## Functies
Het schip heeft 32 jaar dienstgedaan bij de Amerikaanse marine en heeft actief deelgenomen aan verschillende gewapende conflicten. Zo was het tijdens de Chileense revolutie betrokken bij acties om Amerikaanse burgers te beschermen en raakte het betrokken in het Itata-incident en de Baltimore crisis waarbij twee opvarenden om het leven kwamen en zeventien gewond raakten. Tijdens de Spaans-Amerikaanse Oorlog nam de Baltimore deel aan de Slag in de Baai van Manilla. 
Tijdens de Eerste Wereldoorlog was het schip nog steeds in dienst en werd het gebruikt als opleidingsschip voor jonge officieren. Gedurende de Eerste Wereldoorlog, werd de Baltimore omgebouwd tot mijnenlegger om in september 1919 opnieuw in dienst te worden genomen. Drie jaar later werd het schip uit dienst genomen en tot 16 februari 1942 in reserve gehouden. Daarna werd het schip uit het register van de Amerikaanse marine geschrapt en verkocht voor de sloop.

## Historisch overzicht

### Atlantische Oceaan
De USS Baltimore werd op 24 mei 1890 het vlaggenschip van het Noord-Atlantische smaldeel. Van 15 tot 23 augustus werd het stoffelijk overschot van John Ericsson van New York naar Stockholm vervoerd. John Ericsson was een Zweeds-Amerikaanse uitvinder en werktuigbouwkundig ingenieur die bekend werd door het ontwerpen en verbeteren van schepen, zoals de USS Monitor. Na de missie naar Stockholm verbleef het schip in Europese wateren, waaronder de Middellandse Zee. In verband met de Chileense revolutie werd de USS Baltimore toegevoegd aan het smaldeel in het zuiden van de Grote Oceaan.

### Chileense Revolutie
In verband met het uitbreken van de Chileense revolutie stuurde de Amerikaanse marine schepen naar Chili ter bescherming van Amerikaanse burgers. De USS Baltimore arriveerde in Valparaíso in Chili, op 7 april 1891. Andere schepen voor de Chileense kust waren de Charleston en de San Francisco. Deze schepen waren betrokken bij de inbeslagname van de Intata, die wapens vervoerde van de Verenigde Staten naar Chili. Tijdens het verlof van de manschappen van de Baltimore reageerde een Chileense menigte hun woede, vanwege de inbeslagname van de Intata, af op de manschappen van de Baltimore. Tijdens de vechtpartij kwamen twee manschappen om het leven en raakten er zeventien gewond. Dit incident werd bekend onder de naam de Baltimorecrisis. Na de Chileense revolutie bood de Chileense regering haar excuses aan en betaalde 75.000 dollar in goud aan Amerika. Na de patrouilles voor de Chileense kust voerde de USS Baltimore patrouilles uit voor de Amerikaanse westkust op 7 oktober 1892.

### Wereldtochten
Via het Panamakanaal keerde de USS Baltimore terug in de Atlantische Oceaan. In 1893 nam de USS Baltimore deel aan de vlootschouw in Hampton Roads. Later dat jaar voer het schip via het Suezkanaal naar de Indische Oceaan om daar de Amerikaanse handelsbelangen te beschermen. Op 3 december 1895 keerde het schip terug naar de Verenigde staten om daar op 21 januari 1896 te arriveren bij de marinewerf in Mare Island waar het op 17 februari 1896 uit dienst werd genomen, waar het schip ook al lag vier jaar eerder lag en op 5 januari 1892 vandaan vertrok.

### Spaans-Amerikaanse Oorlog
De USS Baltimore werd opnieuw in dienst genomen op 12 oktober 1897 en vertrok op 20 oktober naar de Hawaïaanse eilanden en bleef daar van 7 november 1897 tot 25 maart 1898. De USS Baltimore kreeg op 22 april 1898 de opdracht zich aan te sluiten bij het eskader van commandant George Dewey's in Hongkong. Na de mysterieuze explosie aan boord van het pantserschip Maine in de haven van Havana, Cuba, waarbij 266 doden vielen, begon de Spaans-Amerikaanse Oorlog. Het Amerikaanse eskader stoomde van Mirs Bay, China, op 27 april naar de Filipijnen. In de vroege morgen van 1 mei 1898 voer het eskader de baai van Manilla binnen en beschoot de verraste Spaanse vloot, die daar voor anker en aangemeerd lag in de haven. Tijdens de Slag in de Baai van Manilla, werden de Spaanse pantserschepen vernietigd en ook de kustbatterijen werden zwaar getroffen. De USS Baltimore was het tweede aanvallende linieschip, achter het vlaggenschip Olympia van commandant Dewey.

### Vlootschouw en Europa
Na de slag in de Baai van Manilla bleef USS Baltimore in het Aziatische zeegebied, escorteerde konvooischepen en beschermde Amerikaanse belangen. Op 23 mei 1900 vertrok de USS Baltimore naar de Verenigde Staten. De bestemming was New York waar het schip na een reis via het Suezkanaal op 8 september 1900 aankwam. Tussen 27 september 1900 en 6 mei 1903 was de USS Baltimore uit dienst gesteld voor een grote onderhoudsbeurt door de marinewerf in New York. Van 5 augustus tot 23 december 1903, deed het schip dienst in het Caraïbisch Smaldeel en de Noord-Atlantische Vloot. Het nam onder meer deel in zomermanoeuvres voor de kust van Maine en in de officiële presidentiële vlootschouw te Oyster Bay op 15 en 17 augustus.
Tussen 28 mei en 26 augustus 1904 was het schip onderdeel van het Europese vlooteskader en patrouilleerde in de Middellandse Zee. Op 26 september vertrok het schip vanuit Genua, Italië, naar Aziatische wateren. Daar voerde het twee jaar lang patrouilledienst uit in de Aziatische, Filipijnse en Australische wateren.
De USS Baltimore keerde op 24 april 1907 terug naar New York en ging wederom uit actieve dienst voor de nodige onderhoudswerkzaamheden en aanpassingen op de New Yorkse marinescheepswerf op 15 mei 1907. Op 20 januari 1911 werd het schip in reserve geplaatst en diende als ontvangstschip bij de marinewerf in Charleston (30 januari 1911 tot 20 september 1912).
Van 1913 tot 1914 werd het schip omgebouwd tot mijnenlegger door de marinewerf in Charleston. Op 8 maart 1915 werd het schip weer in dienst gesteld als mijnenlegger. Tussen 1915 en 1918 legde het schip zeemijnen in Chesapeake Bay en langs de Atlantische Oostkust.

### Eerste Wereldoorlog
Tijdens de Amerikaanse intrede in de Eerste Wereldoorlog was de Baltimore een oefenschip voor aankomende officieren en matrozen. Eerder in maart 1918 werd de Baltimore voor speciale diensten ingezet tot het assisteren in het leggen van een diepzeemijnenveld nabij de noordkust van Ierland, in het Noorderkanaal. Tussen 13 april en 2 mei 1918 legde de Baltimore ongeveer 900 zeemijnen in het Noorderkanaal. Op 2 juni werd de USS Baltimore toegevoegd aan Mine Squadron 1 in het Inverness, Schotland; en tijdens vier maanden daarna werd er door de USS Baltimore een noordelijke versperring van zeemijnen, tussen de Orkneyeilanden en IJsland, gelegd.
Op 28 september 1918 voer USS Baltimore van Scapa Flow, Orkneyeilanden, naar de Verenigde Staten. Het schip voerde experimenten met zeemijnen uit in de buurt van de Maagdeneilanden tot aan het eind van het oorlogsjaar 1918.

### Uit dienst
In september 1919 werd de USS Baltimore aan de United States Pacific Fleet toegevoegd en ontving de naamsein CM-1 en bleef daar aan de Amerikaanse Westkust tot het eind van januari 1921. Waarna het schip vertrok naar Pearl Harbor, waar het op 15 september 1922 uit actieve dienst werd genomen.
De USS Baltimore deed nog dienst als ontvangstschip te Pearl Harbor, en was ter plaatse tijdens de Japanse aanval op Pearl Harbor op 7 december 1941. De USS Baltimore werd op 16 februari 1942 verkocht en uit het register van de Amerikaanse marine geschrapt.